# Prix d'Été (course hippique)
Pour les articles homonymes, voir Prix d'Été.
Le Prix d'Été (anglais : Summer Classic) est un événement de courses de chevaux pour les entraîneurs de chevaux Standardbred de quatre ans qui se tient annuellement au Canada, à l'Hippodrome 3R de Trois-Rivières, au Québec.
Le Prix d'Été était l'une des meilleures courses attelées en Amérique du Nord jusqu'en 1992. L'édition 1993 a dû être annulée en raison d'une grève de cinq mois des cavaliers. Cependant, la course n'a pas eu lieu à nouveau avant d'être relancé en 2014 à l'Hippodrome 3R de Trois-Rivières comme une course pour les quatre ans.
Avec une bourse de 500 000 dollars canadiens en 2019, c'est actuellement la course de sport hippique la plus rémunératrice en Amérique du Nord pour les entraîneurs de quatre ans.